# Rachel Nicol
Rachel Nicol, född 16 februari 1993, är en kanadensisk simmare. 

## Karriär
Nicol tävlade i två grenar för Kanada vid olympiska sommarspelen 2016 i Rio de Janeiro. Hon slutade på 5:e plats på 100 meter bröstsim och var en del av Kanadas lag som slutade på 5:e plats på 4x100 meter medley.
I juni 2022 vid VM i Budapest var Nicol en del av Kanadas kapplag som tog brons på 4×100 meter medley. I december 2022 vid kortbane-VM i Melbourne erhöll hon ett brons efter att simmat försöksheatet på 4×100 meter medley, där Kanada sedermera tog medalj i finalen.

## Personliga rekord
| Långbana (50 meter) - 50 meter bröstsim – 30,49 (Budapest, 29 juli 2017) - 100 meter bröstsim – 1.06,68 (Rio de Janeiro, 8 augusti 2016) - 200 meter bröstsim – 2.26,75 (Victoria, 10 april 2022) | Kortbana (25 meter) - 50 meter bröstsim – 30,26 (Calgary, 24 november 2017) - 100 meter bröstsim – 1.05,15 (Windsor, 9 december 2016) - 200 meter bröstsim – 2.23,94 (Eindhoven, 18 november 2021) |